# 김포제일고등학교
김포제일고등학교(金浦第一高等學校)는 대한민국 경기도 김포시 운양동에 있는 공립 고등학교이다.

## 학교 연혁
- 1936년 4월 17일 : 김포공립실업전수학교 개교
- 1969년 11월 11일 : 김포중.종합고등학교로 교명 변경
- 1976년 9월 1일 : 김포중학교 김포종합고등학교 분리
- 1997년 3월 1일 : 김포정보산업공업고등학교로 교명 변경
- 2007년 9월 20일 : 보통과 3학급 증설(학년별 8학급)
- 2013년 6월 21일 : 김포제일고 분리이전 재배치 교육감 승인
- 2014년 1월 1일 : 김포제일고 분리이전 확정, 경기도립학교 조례 공포
- 2014년 3월 1일 : 현 위치로 분리이전 개교
- 2015년 9월 1일 : 혁신학교 지정
- 2018년 3월 2일 : SW·과학융합형 교과중점학교 지정(2018~2020)
- 2021년 3월 2일 : 인공지능(AI) 융합교육 중심고등학교 운영(2021~2023)
- 2022년 3월 2일 : 제31대 정선주 교장 취임
- 2023년 1월 6일 : 제72회 졸업(348명) 계 19,078명
- 2023년 3월 2일 : 신입생 412명 입학(남 210명, 여 202명)

## 참고 자료
- 김포제일고등학교 - 한국교육학술정보원 학교알리미